# Епископ Петрос со святым апостолом Петром

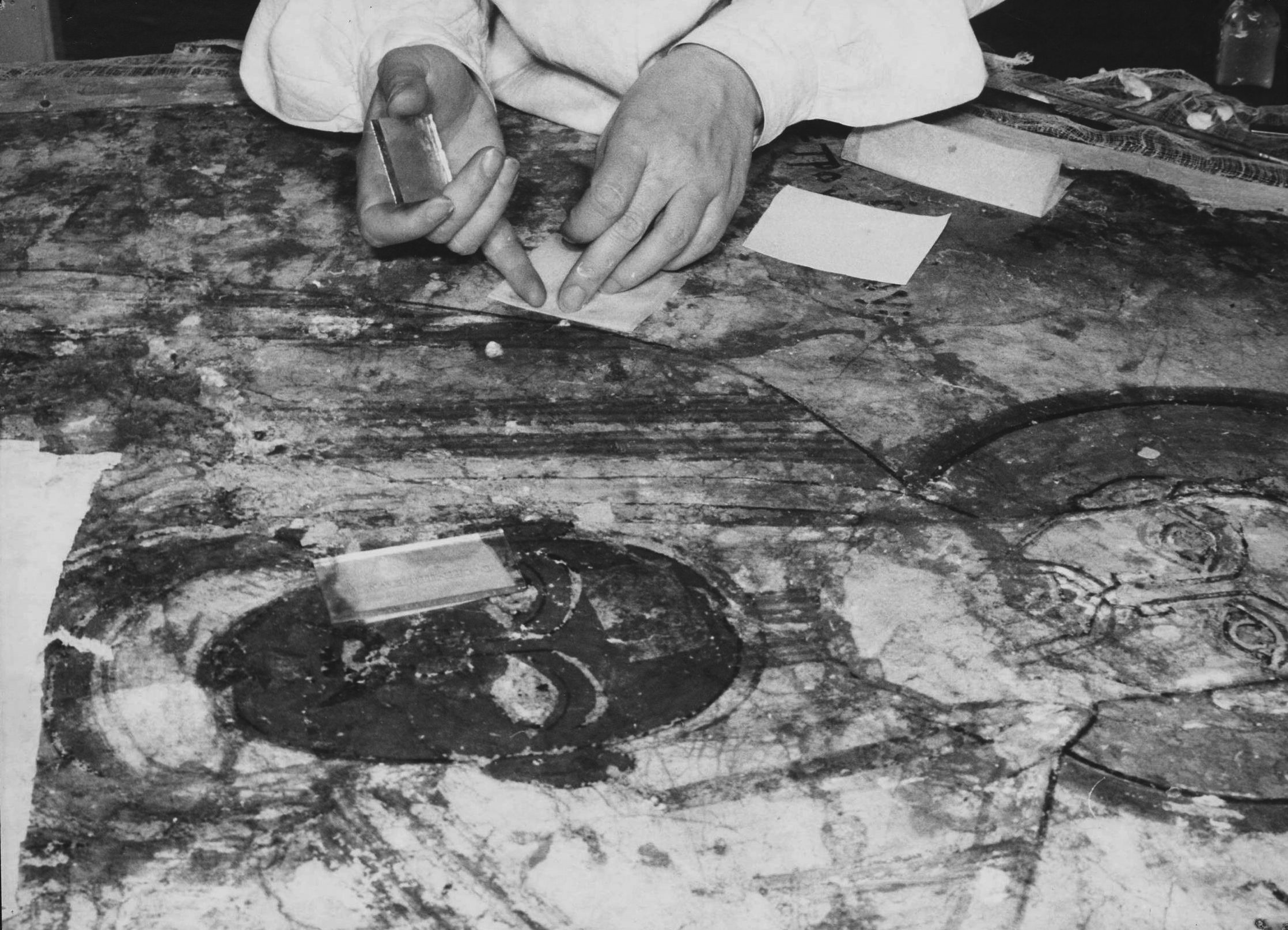
Реставрация и консервация стенописи в Национальном музее Варшавы, 1964—1966

Епископ Петрос со святым Апостолом Петром — памятник нубийской стенной живописи, датируемый последней четвертью X века, выполненный темперой по илистой штукатурке в технике а секко. Автор неизвестен. На стенописи изображен Петрос, епископ Фараса в 974—997 годах.
Стенопись была обнаружена в соборе Фараса на территории древней Нубии (современный Судан) и с 1964 года находится в коллекции Национального Музея в Варшаве. После проведения реставрационных работ была выставлена в VI зале Галереи Фараса имени профессора Казимежа Михаловского.
Она является частью более крупной композиции, изображающей также короля Георгия II с Марией и Младенцем, и была написана на западной стене часовни, которая находится в южном нефе собора.
Портрет епископа находится справа от изображения короля.
Изображение двух верховных иерархов вместе со святыми покровителями указывало на сверхъестественное происхождение власти вельмож и символизировало единство духовной и светской власти.
Стенопись была создана при жизни епископа Петроса, на что указывает греческая надпись с пожеланиями «многих лет (жизни)».
Является одним из самых красивых изображений нубийских вельмож в соборе в Фарасе и одним из шести лучше всего сохранившихся портретов епископов Фараса.

## Описание
Темнокожий епископ изображен в одеждах, предназначенных для совершения литургии, элементом которых была узкая белая салфетка (гр. encheiron), намотанная вокруг указательного пальца правой руки. Он показывает ею на Евангелие, которое держит в левой руке.
Петрос одет в длинную белую одежду (стихарь) с зелёными вертикальными полосками. Его жёлтая фелонь (орнат), в форме удлиненного эллипса, украшена узором в виде красной сетки и драгоценными камнями, вшитыми в ткань. Края орната отделаны лентой с зелёными и красными драгоценными камнями. Епитрахиль украшена красными прямоугольниками и жёлтыми окружностями с зелёным контуром. Символизирующий достоинство епископа омофор имеет белый цвет и украшен рисунком из последовательных кругов и прямоугольников. Голова иерарха обернута тюрбаном, характерным для коптской церкви, что может свидетельствовать о том, что Петрос был монофизитом.
За спиной епископа стоит святой апостол Петр в короне, являющейся символом мученичества. Обе руки святого положены на плечи епископа. Эта поза, распространённая в нубийской живописи той эпохи, означает защиту и покровительство и указывает на сверхъестественную природу духовной власти епископа.
Вокруг головы святого Петра находится надпись на греческом, выполненная чёрной краской, следующего содержания: СВЯТОЙ АПОСТОЛ ПЕТР МУЧЕНИК КРЕСТА ABBA ПЕТРОС ЕПИСКОП И МИТРОПОЛИТ ПАХОРАСА (ПУСТЬ ЖИВЕТ) МНОГО ЛЕТ.